# قسم فيروزة الريفي (مقاطعة فيروزة)
قسم فيروزة الريفي (بالفارسية: دهستان فیروزه) هي منطقة ريفية تقع في قسم في إيران. يقدر عدد سكانها بـ 9,292 نسمة .